# Hot (пісня Інни)
«Hot» (укр. «Гаряча») — перший сингл румунської співачки Інни з альбому «Hot». Випущений 12 листопада 2008 лейблом «Roton».

## Створення
Пісню написано та спродюсовано румунським танцювальним тріо «Play & Win», яке також створило інші треки з дебютного альбому Інни. До успіху співачки тріо встигло посісти чільні місця в Romanian Top 100 за допомогою гурту Akcent. Інна записала пісню 2008 року на студії «Play & Win» в місті Констанца (Румунія). Сингл випущено місцевим лейблом «Roton Records» .
«Hot» з'явилася на численних компіляціях, включаючи: 538 Dance Smash 2009 Vol.4, 538 Dance Smash — Hits Of The Year 2009, Damn! 26 — 100% Dance Hits, Disco Estrella Vol. 12, DJ Selection 262 — The Balkanian Explosion, Grandmix 2009, Hot! Summer Hits 2009, Jaarmix 2009, Love2Club, Máxima Fm Compilation Vol. 10, Radio 538 — Hitzone — Best Of 2009 і Todo Exitos 2009 .
Inna виконана «Hot» на церемонії Eska Music Awards, Legendario Ice Experience, і на польському Sopot Hit Festival 2009 року, а також на Loop Live в Софії (Болгарія) 11 жовтня того ж року .
Прем'єра пісні у Великій Британії відбулася 22 січня 2010 року на радіостанції Floorfillers за підтримки місцевого лейблу «All Around the World», що додав відеокліп на пісню до свого відеоканалу . Реліз синглу відбувся 14 березня 2010 року у форматі цифрової дистрибуції, а через 3 тижні — на фізичних носіях .

## Історія релізу
| Регіон          | Дата                               | Формат                  | Лейбл                |
| --------------- | ---------------------------------- | ----------------------- | -------------------- |
| Румунія         | 12 листопада 2008                  | Радіо                   |                      |
| Угорщина        | 13 березня 2009                    | Цифровий сингл          | CLS Records          |
| Іспанія         | 2 червня 2009                      | Цифровий сингл          | Roton Records        |
| Бельгія         | 29 червня 2009                     | CD-сингл                | ARS Records          |
| США             | 21 липня 2009                      | Цифровий сингл          | Ultra Records        |
| Греція          | 22 липня 2009                      | Цифровий сингл          | Roton Records        |
| Швеція          | 7 серпня 2009                      | Цифровий сингл          | Roton Records        |
| Норвегія        | 7 серпня 2009                      | Цифровий сингл          | Roton Records        |
| Нідерланди      | 20 серпня 2009                     | CD-сингл                | CLS Records          |
| Італія          | 20 листопада 2009                  | Цифровий сингл          | Roton Records        |
| Австрія         | 27 листопада 2009                  | Цифровий сингл          | Roton Records        |
| Німеччина       | 27 листопада 2009                  | CD-сингл                | Kontor Records       |
| Румунія         | 27 листопада 2009                  | Цифровий сингл          | Roton Records        |
| Швейцарія       | 27 листопада 2009                  | Цифровий сингл          | Roton Records        |
| Велика Британія | 15 березня 2010 5 квітня 2010 года | Цифровий сингл CD-сингл | All Around the World |
| Канада          | 22 березня 2010                    | CD сингл                | Ultra Records        |